# Litauische Akademie der Wissenschaften

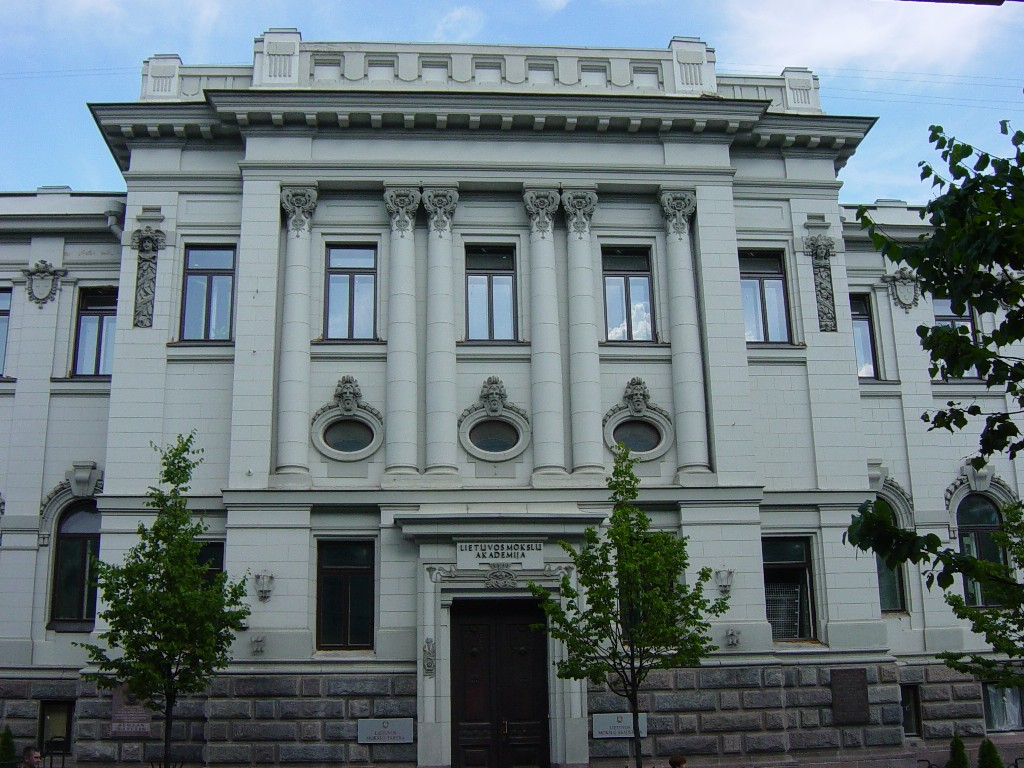
Litauische Akademie der Wissenschaften

Die Litauische Akademie der Wissenschaften (lt.: Lietuvos mokslų akademija (LMA); en.: Lithuanian Academy of Sciences) ist eine nichtstaatliche Akademie der Wissenschaften in Litauen.
Die Akademie wurde am 16. Januar 1941 gegründet. Gründungspräsident war Vincas Krėvė-Mickevičius. Mit Gesetzesänderungen aus den Jahren 1991, 1993 und 2003 wurde die Akademie als nichtstaatliche Organisation konstituiert. Präsident ist seit 2018 ist Jūras Banys.

## Gliederung
Die Akademie ist eingeteilt in 5 Klassen:
- Agrar- und forstwissenschaftliche Klasse; Leitung Albinas Kusta
- Biologische, medizinische und Geowissenschaftliche Klasse; Leitung  Vytas Antanas Tamošiūnas
- Geistes- und Sozialwissenschaftliche Klasse; Leitung  Leonardas Sauka
- Mathematische, physikalische und chemische Klasse; Leitung  Valdemaras Razumas
- Technische- und ingenieurwissenschaftliche Klasse; Leitung  Vytautas Ostaševičius

Es gibt mehrere unabhängige wissenschaftliche Institute, Laboratorien und andere wissenschaftliche Einrichtungen. Die Akademie ist Mitglied der All European Academies.